# Atka (Rússia)
Atka - Атка (rus) - és un possiólok (població) de l'óblast de Magadan, a Rússia, que el 2019 tenia 309 habitants.